# Entente nationale pour la reconstitution intégrale des libertés de France
L'Entente nationale pour la reconstitution intégrale des libertés de France (souvent abrégée par l'Entente nationale) est une ligue catholique et réactionnaire française, d'orientations orléaniste et antimaçonnique, active entre 1904 et 1906.

## Histoire

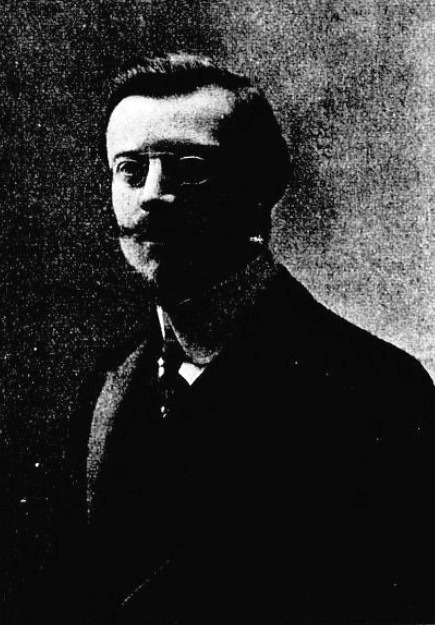
René Le Fur (1872-1933), président de l'Entente nationale.

Fondée en 1904, à l'époque de la lutte opposant la droite cléricale à l'anticléricalisme combiste, l'Entente nationale a pour objet de « rechercher une solution politique conforme aux besoins et aux traditions » de la France et souhaite unir « tous les gens de bonne volonté » contre les « ennemis du dedans : francs-maçons, juifs, métèques, internationalistes ». Elle est présidée par un catholique orléaniste et antidreyfusard d'origine bretonne, le docteur René Le Fur. L'Entente, dont le secrétaire-général, A. Herblin, est également un militant royaliste, a son secrétariat au 89 de la rue de Vaugirard.
Si la plupart des membres de l'Entente sont des catholiques militants, il s'y trouve également quelques activistes qui prétendent « [servir] le catholicisme sans croire à son dogme », à l'exemple de Paul Copin-Albancelli, directeur de La Bastille et président de la Ligue nationale contre la franc-maçonnerie, qui conçoit la « lutte antimaçonnique » comme « le terrain d'entente par excellence ». Cette hostilité à l'encontre de la franc-maçonnerie est partagé par Le Fur, qui place son mouvement dans l'opposition au « Bloc maçonnique ». Majoritairement acquise au royalisme, l'Entente se distingue ainsi du Sillon catholique mais républicain de Marc Sangnier, avec lequel elle entretient cependant de bonnes relations. Cette orientation monarchiste est confirmée par la participation de Le Fur, en tant que délégué de l'Entente, à une grande réunion royaliste organisée en juillet 1905 pour célébrer le retour d'exil d'Eugène de Lur-Saluces et d'André Buffet.
Sa première conférence, consacrée à la défense des « traditions nationales », a lieu le 8 juillet 1904 à la Société de géographie sous la présidence du sénateur Gustave de Lamarzelle. Introduite par une lettre de soutien envoyée par Paul Bourget, elle est suivie par un auditoire comprenant notamment le « duc » et la « duchesse de Vendôme », l'amiral de la Jaille, Henri Vaugeois, Paul Nourrisson, Eugène Brager de La Ville-Moysan, Fernand de Ramel, Roger Lambelin, Firmin Bacconnier, l'abbé Fonssagrives (directeur de l'Association générale des étudiants catholiques, dont Le Fur a été membre), le comte de Mayol de Lupé et le général Récamier. Après une conférence de Léon de Montesquiou sur « La Liberté et la Tradition », la parole est donnée à plusieurs intervenants tels que Sangnier, Copin-Albancelli, le docteur Rondeau et le comte Henri de Larègle. Le 21 décembre, une nouvelle conférence, cette fois-ci sur le thème de « L'armée et la franc-maçonnerie », est organisée à la Société d'horticulture sous la présidence de l'amiral de la Jaille assisté du général de Roincé. Elle est animée par Le Fur, Lucien Millevoye, Lambelin et Copin-Albancelli. Dans l'assistance, on reconnaît notamment plusieurs députés (Lerolle, Le Gonidec de Traissan, les marquis de la Ferronnays et de L'Estourbeillon), des sénateurs (l'amiral de Cuverville, Le Cour-Grandmaison) ainsi que des officiers généraux (l'amiral Mathieu et les généraux de Chalain, de Taradel, des Garets, Récamier, Bourelly, Canonge). Le 9 février 1905, l'Entente nationale invite le syndicaliste jaune Pierre Biétry à débattre avec Larègle et Bacconnier sur « La question ouvrière et le régime politique ». Le 27 mars suivant, à l'occasion d'une autre réunion à la Société d'horticulture, l'assistance écoute les discours de Le Fur, Jean Dèche et Lerolle puis vote un ordre du jour repoussant le projet de Loi de séparation des Églises et de l'État.
Fin avril 1906, alors qu'approchent les élections législatives de mai et qu'un important mouvement social fait rage dans le Nord depuis la catastrophe de Courrières, le ministre de l'Intérieur Clemenceau fait procéder à une série de perquisitions qui sous-entend l'existence d'un complot liant les meneurs anarcho-syndicalistes de la contestation aux agitateurs d'une extrême droite revigorée par l'affaire des fiches et la querelle des inventaires. Le secrétariat de l'Entente et le domicile de son président (situé au 103 de la rue La Boétie) sont ainsi visités par les autorités judiciaires, qui saisissent plusieurs brochures de propagande.
Peinant à trouver sa place parmi des organisations plus importantes telles que Le Sillon, l'Action libérale ou l'Action française, l'Entente nationale disparaît après 1906.